# Jamás
Jamás es una canción interpretada por la cantante española Mónica Naranjo. Fue escrita por ella misma con la ayuda de Pepe Herrero. Producida por la propia Mónica Naranjo, Pepe Herrero y Chris Gordon, Jamás fue lanzada el 4 de diciembre de 2015 como el primer sencillo de su octavo álbum de estudio, Lubna, con fecha de publicación a finales de enero de 2016. A los pocos minutos después de su lanzamiento el sencillo consiguió alcanzar la primera posición en distintas plataformas digitales como iTunes y Amazon; doblando a Adele en ventas. La canción fue publicada junto con un video musical, estrenado primero en Facebook y poco después en la cuenta VEVO de la cantante. Tres días después de su publicación, el videoclip alcanzaba las 2.000.000 reproducciones.

## Listas
| Lista                | Posición |
| -------------------- | -------- |
| Promusicae (singles) | 52       |